# أرمورد كور: بروجكت فانتازما
أرمورد كور: بروجكت فانتازما، هي لعبة فيديو صدرت عام 1997 حصرياً لأجهزة بلاي ستيشن الأصلية، وهي من تطوير ونشر فروم سوفتوير.

## روابط خارجية
- باللغة اليابانية
- Armored Core: Project Phantasma at FromSoftware
- Armored Core: Project Phantasma at MobyGames